# Ludovico de Bellojoco

Lo stemma dei "de Beaujeu" (bugiolesi, Beujeuloais)

Ludovico di Bellojoco (XIII secolo – XIII-XIV secolo) è stato un condottiero e nobiluomo francese. Il suo nome originale in francese era Louis de Beaujeau, mentre in italiano era chiamato anche Luigi de Bellojoco. Fu un ufficiale francese di Carlo I d'Angiò e, allorché quest'ultimo divenne re, gli fu assegnato il feudo di Gravina in Puglia e Altamura.

## Vita
Originario di Lione e imparentato con il re di Francia Luigi IX, detto il Santo, nonché con Carlo I d'Angiò, Ludovico de Bellojoco apparteneva quasi sicuramente alla casata dei de Beaujeu, fu un ufficiale dello stesso Carlo I d'Angiò (1226-1285); allorché quest'ultimo salì al trono del Regno di Sicilia (1266), donò a Bellojoco il feudo di Altamura e Gravina in Puglia per ricompensarlo per la lealtà e il coraggio dimostrato in battaglia (Battaglia di Benevento). L'assegnazione del feudo pose fine al periodo di "regia demanialità" concesso da Federico II di Svevia,durante il quale la città di Altamura si era sostanzialmente autogovernata o perlomeno godeva di maggiore indipendenza. Resse il feudo di Gravina in Puglia fino al 1282, allorché fu seguito da Burcardo o Riccardo di Montmorency, un feudatario inviso alla popolazione per via della pesante contribuzione fiscale imposta; nel 1289, il feudo fu assegnato a un altro feudatario, un tale Giovanni di Monfort, il quale godette di maggiore popolarità grazie alla concessione della libertà di pascolo e altri favori alla popolazione.
Secondo alcune fonti la fiera di San Giorgio, a Gravina in Puglia, sarebbe nata grazie a una sua idea primigenia. Inoltre, sembra che definisse il suo feudo la "Conca d'Oro" considerandola una terra florida.

## Successori come feudatari
- Burcardo o Riccardo di Montmorency (1282-1289[senza fonte])
- Jean de Monfort, italianizzato come Giovanni di Monfort (1289[senza fonte]-?)

## Feudatari di Altamura
- Ludovico di Bellojoco (1271-1276)
- Otto anni di ritorno alla regia demanialità (1276-1284)[7]
- Burcardo o Riccardo di Montmorency (breve periodo del 1284)[8]